# Nabu
|  | Aquest article tracta sobre la divinitat. Vegeu-ne altres significats a «NABU». |

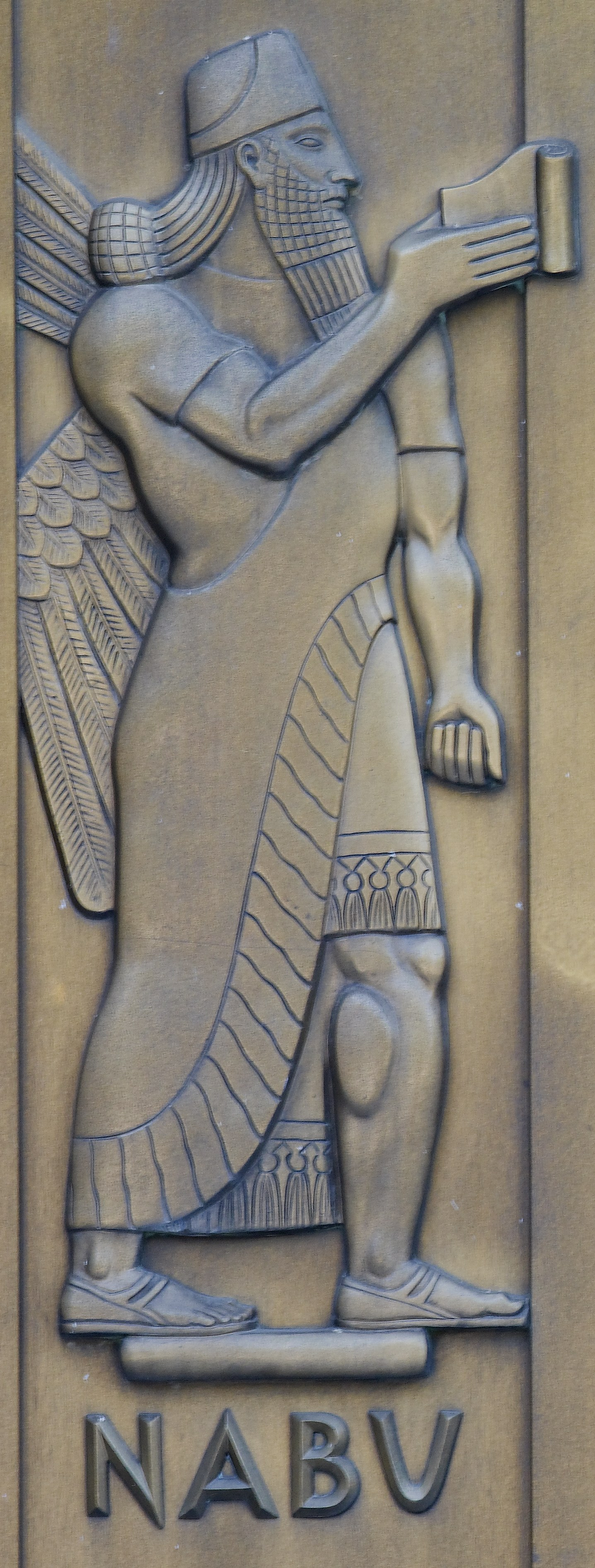
Escultura de bronze de Nabu a la Biblioteca del Congrés dels Estats Units.

Nabu (accadi: 𒀭𒀝 ; siríac: ܢܒܘ) va ser el deu mesopotami de la saviesa i de l'escriptura. Segons la mitologia mesopotàmica era fill de Marduk i de Sarpanit. La seva parella era Tasmetu. Està testimoniat a Ebla al segle xxiv aC i apareix al sud de Mesopotàmia a l'inici del segon mil·lenni. Segurament era una deïtat semita introduïda pels amorrites.
Nabu va guanyar protagonisme entre els babilonis durant el primer mil·lenni aC, després de ser identificat com a fill del déu Marduk. També era considerat l'inventor de l'escriptura, un escriba dels déus, el déu patró de les arts racionals i un déu de la vegetació. Se'l considerava un oracle, i se l'assimilava amb el déu Nanna.
El seu temple principal era a Borsippa i s'anomenava Ezida (E-zida = "Temple Pur" en sumeri). La seva estàtua es portava cada any nou a Babilònia perquè presentés els respectes al seu pare. Les tauletes d'argila que mostraven una especial habilitat cal·ligràfica s'utilitzaven com a ofrenes al temple de Nabu. Els temples dedicats a Nabu són nombrosos també a Assíria on era força venerat. Nabu portava una gorra guarnida amb banyes i es representava amb les mans juntes en l'antic gest dels sacerdots. Anava muntat sobre un drac alat conegut com a Sirruix, tal com feia el seu pare Marduk. A l'astrologia babilònica, a Nabu se li associava el planeta Mercuri.
El seu nom podria derivar de l'arrel semita que vol dir "profeta" o "brillant". Estava encarregat d'escriure sobre les tauletes el destí de cada esser humà. Va esdevenir un déu important als períodes tardans neobabiloni i neoassiri. El seu símbol és el càlam, utilitzat per escriure, associat a la tauleta.
El culte de Nabu es va estendre també a l'antic Egipte. Nabu era una de les cinc deïtats no egípcies que s'adoraven a Elefantina. A la Bíblia, es menciona Nabu amb el nom de Nebo, tant a Isaïes com a Jeremies
A l'època hel·lenística, Nabu s'identificava de vegades amb l'Apol·lo grec com a donador de profecies, i com a déu de la saviesa i missatger diví, associat amb el planeta Mercuri, Nabu estava relacionat amb l'Hermes grec, amb el Mercuri romà i amb el déu egipci Thot.